# Hundshof (Leutershausen)
Hundshof (fränkisch ebenfalls Hundshof) ist ein Gemeindeteil der Stadt Leutershausen im Landkreis Ansbach (Mittelfranken, Bayern). Hundshof liegt in der Gemarkung Erlbach.

## Geografie
Westlich der Einöde liegt das Birkenfeld. 0,2 Kilometer nördlich fließt der Steinbach, ein linker Zufluss des Erlbacher Mühlbachs, der wiederum ein rechter Zufluss der Altmühl ist. 0,75 Kilometer nördlich erhebt sich der Kühberg. Ein Anliegerweg führt zur Kreisstraße AN 4 (0,1 km südöstlich) zwischen Sachsen (2 km nordöstlich) und Erlbach (0,3 km südlich).

## Ortsnamendeutung
Mit „Hund“- zusammengesetzte Orts- und Flurnamen können Bodenerhebungen bezeichnen (vgl. Hunsrück, Hundsrücken) oder auf etwas Minderwertiges hinweisen. Denkbar ist auch, dass sich der Name von einer möglicherweise auf dem Hof bestehenden herrschaftlichen Jagdhundzucht ableitet.

## Geschichte
Der Ort wurde 1472 als „zum Hunthoff“ erstmals urkundlich erwähnt. 1480 und 1579 ist von der Ansiedelung als „Hundshof[f]“ die Rede. Der 16-Punkte-Bericht des brandenburg-ansbachischen Amtes Leutershausen von 1681 erwähnt den Hundshof und „dabei noch eine bloße Mannschaft“. Bei letzterer handelte es sich um ein öd liegendes Köblergut, das in den Vetterschen Oberamtsbeschreibungen von 1732 ebenfalls erwähnt wird: Es sei im baufälligen Zustand vom Hundsbauern dazu gekauft worden. Der Hundshof unterstand weiterhin dem Stadtvogteiamt Leutershausen und war nach St. Peter in Leutershausen gepfarrt. Abgaben gingen an das dortige Stadtvogteiamt und auch an das brandenburg-ansbachische Kastenamt Colmberg. Mit Erlbach hatte der Hof nur die Hut gemein. Daran änderte sich nichts bis zum Ende des Alten Reiches. Von 1797 bis 1808 unterstand der Ort dem Justizamt Leutershausen und Kammeramt Colmberg.
Im Rahmen des Gemeindeedikts wurde Hundshof dem 1808 gebildeten Steuerdistrikt Jochsberg und der 1810 gegründeten Ruralgemeinde Erlbach zugewiesen. Am 1. Januar 1972 wurde Hundshof im Zuge der Gebietsreform in Bayern nach Leutershausen eingemeindet.

### Baudenkmal
- Bauernhof, zweigeschossiges Wohnhaus, verputzter Fachwerkgiebel, wohl spätes 18. Jahrhundert; dazu Scheune mit Krüppelwalmdach und Fachwerkteilen, wohl gleichzeitig.[14][15]

### Einwohnerentwicklung
| Jahr      | 001818 | 001840 | 001861 | 001871 | 001885 | 001900 | 001925 | 001950 | 001961 | 001970 | 001987 |
| Einwohner | 9      | 9      | *      | 10     | 9      | 8      | 8      | 6      | 6      | 9      | 4      |
| Häuser    | 1      | 1      |        |        | 1      | 1      | 1      | 1      | 1      |        | 1      |
| Quelle    | [ 17 ] | [ 18 ] | [ 19 ] | [ 20 ] | [ 21 ] | [ 22 ] | [ 23 ] | [ 24 ] | [ 25 ] | [ 26 ] | [ 1 ]  |

## Religion
Der Ort ist seit der Reformation evangelisch-lutherisch geprägt und bis heute nach St. Peter (Leutershausen) gepfarrt. Die Einwohner römisch-katholischer Konfession sind nach Kreuzerhöhung (Schillingsfürst) gepfarrt.